# Scotinotylus formicarius
Scotinotylus formicarius är en spindelart som först beskrevs av Charles Denton Dondale och James H. Redner 1972.  Scotinotylus formicarius ingår i släktet Scotinotylus och familjen täckvävarspindlar. Inga underarter finns listade i Catalogue of Life.